# Laura Montoya

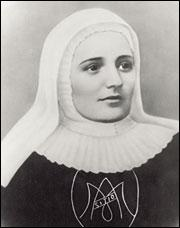
Laura di Santa Caterina da Siena Montoya y Upegui

Laura di Santa Caterina da Siena Montoya y Upegui (* 26. Mai 1874 in Jericó, Antioquia, Kolumbien; † 21. Oktober 1949  in Medellín, Kolumbien) war eine kolumbianische Ordensschwester und die Gründerin der Kongregation der Missionarinnen der unbefleckten Jungfrau Maria und der heiligen Katharina von Siena, in Lateinamerika nach dem Namen der Ordensgründerin als „Lauritas“ bekannt. Sie wird in der römisch-katholischen Kirche als Heilige verehrt.

## Leben
Laura Montoya y Upegui war das zweite Kind von Juan de la Crux Montoya und Dolores Upegui. Im Alter von zwei Jahren verlor sie ihren Vater im Bürgerkrieg und wurde von ihrer Mutter und später von der Großmutter aufgezogen. Im Alter von 16 Jahren begann Laura ihre Ausbildung zur Lehrerin.
Nach dem Studienabschluss unterrichtete sie Religion und wollte bei den Karmelitinnen eintreten. In ihrer Lehrerzeit kam sie auf den Gedanken, unter den südamerikanischen Indianern als „Indianerin“  zu missionieren. Mit vier jungen Frauen zog sie 1914 nach Debeiba und siedelte sich bei den Indios an. Das Vorhaben stieß auf erhebliche Vorbehalte in der etablierten christlichen Gemeinde. Unterstützung erhielt sie vom Bischof von Santa Fe de Antioquia,  Maximiliano Crespo Rivera. In der Folge wurde die Ordensgemeinschaft der „Missionarinnen der Unbefleckten Jungfrau Maria und St. Katharina von Siena“ gegründet.
Die letzten neun Jahre ihres Lebens war M. Laura auf einen Rollstuhl angewiesen. Sie starb nach langer und schwerer Krankheit am 21. Oktober 1949 in Medellín. Die von ihr gegründete Kongregation ist heute mit ungefähr 500 Ordensschwestern in 19 Ländern in Amerika, Afrika und Europa verbreitet.

## Seligsprechung und Heiligsprechung
Der Seligsprechungsprozess wurde am 4. Juli 1963 vom Erzbischof von Medellín eingeleitet und in Rom mit der Seligsprechung am 7. Juli 2005 durch Papst Johannes Paul II. abgeschlossen. Der Heilige Stuhl bestätigte mit einem Dekret vom 20. Dezember 2012, dass auf die Fürsprache M. Lauras ein Wunder bewirkt worden sei. Der Termin der Heiligsprechung wurde von Papst Benedikt XVI. am 11. Februar 2013, bei seinem letzten Konsistorium angekündigt. Am 12. Mai 2013 sprach Papst Franziskus M. Laura heilig, als erste Heilige Kolumbiens. Ihr Gedenktag in der Liturgie ist der 21. Oktober.